# Szim (Jenyiszej)
A Szim (oroszul: Сым) folyó Oroszország ázsiai részén, a Krasznojarszki határterületen; a Jenyiszej bal oldali mellékfolyója.

## Földrajz
Hossza: 694 km, vízgyűjtő területe: 61 600 km², évi közepes vízhozama (a torkolattól 215 km-re): 175 m³/sec.
A Nyugat-szibériai-alföld keleti peremén elterülő mocsarakban ered. Völgye széles, folyása lassú. Mocsaras tajgán, végig délkeleti irányban folyik és Jarcevo falu közelében ömlik a Jenyiszejbe.
November elejétől májusig befagy. A torkolattól 265 km-ig hajózható.